# 瓦西里夫卡 (大米海利夫卡市鎮)
47°10′33″N 29°40′31″E / 47.17583°N 29.67528°E
瓦西里夫卡（烏克蘭語：Василівка）是位於烏克蘭西南部的村莊，由敖德萨州羅茲季利納區的大米哈伊利夫卡市鎮負責管轄。該村始建於1815年，海拔高度99米，2001年該村落人口177。